# Quần đảo Auckland
Quần đảo Auckland (Maori: Motu Maha hay Maungahuka)  là một quần đảo nằm trong các quần đảo hẻo lánh của New Zealand thuộc Các hòn đảo nằm gần Nam Cực. Quần đảo này bao gồm 7 hòn đảo nhỏ là đảo Auckland, đảo Adams, đảo Enderby, đảo Disappointment, đảo Ewing, đảo Dundas, đảo Green, với một khu vực có diện tích 625 km vuông (240 sq mi). Quần đảo này nằm cách cảng Bluff của đảo Nam khoảng 465 km (290 dặm), giữa vĩ độ 50 ° 30 'đến 50 ° 55' Nam và kinh độ 165 ° 50 'và 166 ° 20' Đông. Các hòn đảo không có dân cư sinh sống. Quần đảo Auckland là một phần của vùng sinh thái quần đảo lãnh nguyên Antipodes Subantarctic.

## Địa lý

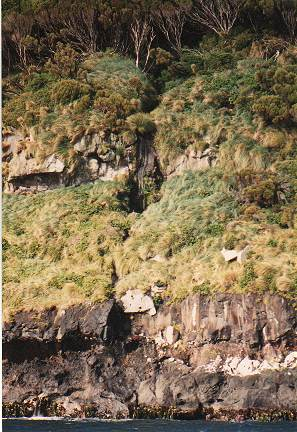
Bờ biển phía nam của đảo chính

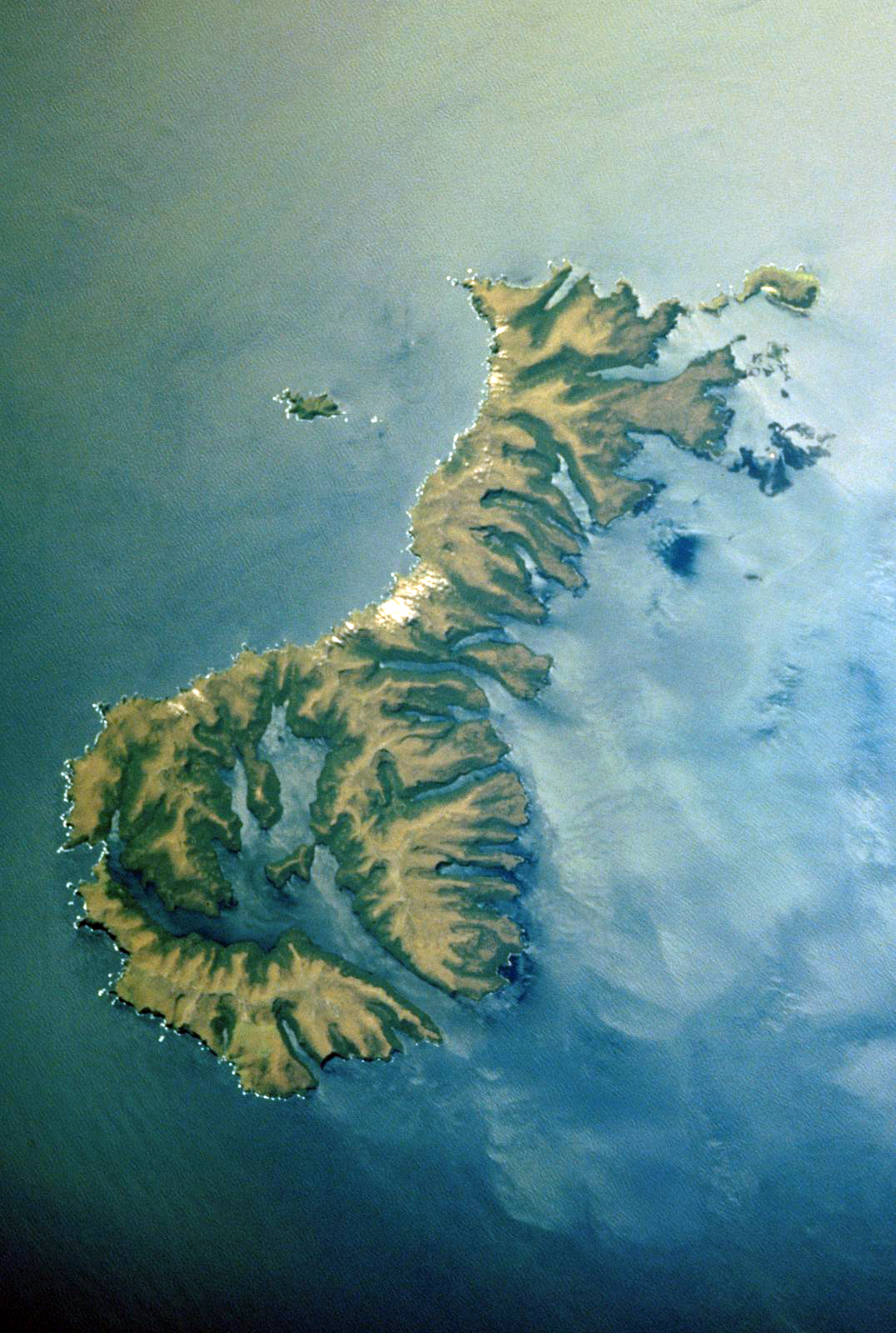
Quần đảo Auckland được chụp bởi STS-89 vào năm 1998.

Đảo Auckland là hòn đảo chính, có diện tích đất khoảng 510 km 2 (197 sq mi), với chiều dài khoảng 42 km (26 dặm). Điều đáng chú ý tại hòn đảo là các vách đá dựng đứng và địa hình gồ ghề cao đến hơn 600 m (1.969 ft). Hòn đảo cũng bao gồm các đỉnh núi cao (650 m hoặc 2,133 ft) như núi Raynal (635 m hoặc 2,083 ft), núi D'Urville (630 m hay 2.067 ft), núi Easton (610 m hay 2.001 ft), và tháp Babel (550 m hay 1.804 ft) cùng rất nhiều các hang động.
Tận phía nam của hòn đảo này nhô ra rộng tới 26 km (16 dặm). Ở đây có sự xuất hiện của các vịnh hẹp gần cửa Carnley Harbour (eo biển Adams) chia tách hòn đảo chính với đảo Adams (diện tích khoảng 100 km 2 hay 39 sq mi). Tại khu vực có các đỉnh núi thậm chí còn cao hơn như núi Dick 705 m (2,313 ft). Các vịnh hẹp là phần còn lại được tạo ra bởi miệng núi lửa đã tắt mà đảo Adams và một phần phía nam của hòn đảo chính là vành miệng núi lửa.
Nhóm này bao gồm rất nhiều hòn đảo nhỏ khác, đặc biệt là đảo Disappointment (Cách đảo chính 10 km hay 6,2 mi về phía tây bắc) và đảo Enderby (cách đảo chính 1 km hay 0,62 mi, ngoài khơi mũi phía bắc), mỗi đảo diện tích chưa tới 5 km 2 (2 sq mi).
Đảo chính của quần đảo có nhiều tính năng như là cửa hút gió, đặc biệt là tại Port Ross nằm ở phía bắc của đảo.
Hầu hết các đảo có nguồn gốc từ núi lửa, với quần đảo bị chi phối bởi hai ngọn núi lửa có lịch sử 12 triệu năm tuổi từ kỳ Miocen, sau đó bị xói mòn và chia cắt thành các đảo. Những phần còn lại là các lớp đá macma có niên đại 15-25 triệu năm tuổi với một số đá granit và hóa thạch trầm tích từ khoảng 100 triệu năm trước đây.